# Markku Rossi
Markku Kalevi Rossi (sinh ngày 5 tháng 3 năm 1956) là một chính trị gia Phần Lan từ Đảng Trung tâm. Ông là đại diện trong Quốc hội Phần Lan từ năm 1991 đến năm 1995, một thời gian ngắn vào năm 1999 và từ năm 2000 đến năm 2019. He has stated that he wouldn't seek another term in the 2019 elections.
Rossi được sinh ra ở Suonenjoki. Ông kết hôn với Matti Kaarlejärvi vào tháng 3 năm 2017, là một trong những cặp đồng giới đầu tiên kết hôn theo sự thay đổi luật pháp ở Phần Lan. Họ đã sống với nhau trong một quan hệ đối tác đã đăng ký từ tháng 12 năm 2015.